# Kołpino (stacja kolejowa)
Kołpino (ros. Колпино) – stacja kolejowa w miejscowości Petersburg, w Rosji. Położona jest na linii Petersburg - Moskwa.

## Historia
Stacja powstała w XIX w. na Kolei Mikołajewskiej pomiędzy stacją Obuchowo i przystankiem Popowka.

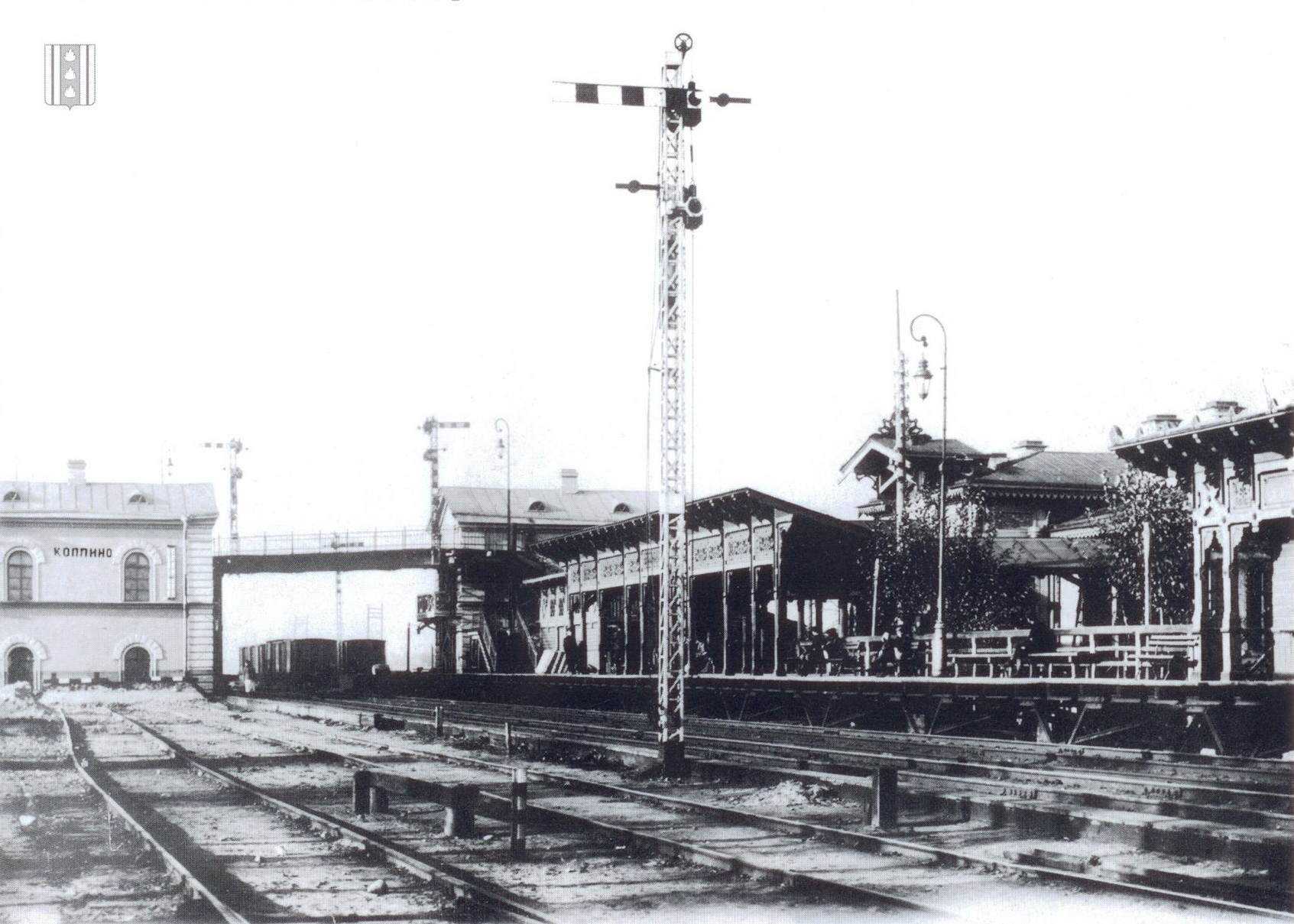
Stacja w latach 10. XX w.